# John Pell
John Pell [džón pél], angleški matematik, * 1. marec 1611, Southwick, grofija Sussex, Anglija, † 12. december 1685, London.

## Življenje in delo
Pell je diplomiral na Kolidžu Trinity v Cambridgeu leta 1628 in leta 1630 tam opravil magisterij. Pet let je od leta 1638 učil matematiko v Londonu, kasneje pa na univerzah v Amsterdamu in Bredi, nakar se je leta 1652 vrnil v Anglijo in se leta 1661 za stalno nastanil v Londonu in tu preživel zadnjih dvajset let življenja. Leta 1663 so ga izbrali za člana Kraljeve družbe.
Ukvarjal se je z algebro in teorijo števil. Leta 1668 je izdelal tabelo vseh prafaktorjev celih števil do sto tisoč, leta 1672 pa tabelo kvadratnih števil do deset tisoč.
Po njem se imenuje enačba:
{\displaystyle x^{2}+ay^{2}=\pm 4,\qquad {\hbox{za}}\qquad a>0}
ali nedoločena enačba drugega reda:
{\displaystyle x^{2}+ay^{2}=1\;,}
s katero sta določeni celi števili x in y, pri čemer je a celo število in ni kvadrat kakega števila. Ta problem je postavil de Fermat, enačbo pa sta prva proučevala Brahmagupta in Bhaskara II. Euler je po pomoti pripisal rešitev tega problema Pellu in ne Brounckerju. Fermat-Pellova diofantska enačba ima neskončno rešitev. Prvo tabelo rešitev Fermat-Pellove diofantske enačbe za števila od 1 do 1000 je izdelal danski matematik Degen. Lagrange je prvi dokazal rešljivost tega problema.

## Dela
Pellova glavna dela so:
- Astronomska zgodovina opazovanj nebesnih gibanj in pojavov (Astronomical History of Observations of Heavenly Motions and Appearances) (1634),
- Ecliptica prognostica (1634),
- Polemika z Longomontanom o kvadraturi kroga (Controversy with Longomontanus concerning the Quadrature of the Circle (1646?),
- Zamisel matematike (An Idea of the Mathematics, I2iflO) (1650),
- Razpredelnica deset tisoč kvadratnih števil (A Table of Ten Thousand Square Numbers) (fol.; 1672).